# José Manuel Jurado
José Manuel Jurado Marín (ur. 29 czerwca 1986 roku w Sanlúcar de Barrameda) – hiszpański piłkarz występujący na pozycji pomocnika.
Jurado najlepiej czuje się grając jako rozgrywający, chociaż często występuje na lewym skrzydle. W barwach Realu Madryt Castilla próbowany był także w ataku. Właśnie w rezerwach Realu Madryt zrobiło się o nim głośno, zdążył nawet zadebiutować w pierwszej drużynie. Zagrał kilka spotkań nie tylko w hiszpańskiej Primera División, lecz również w Lidze Mistrzów, gdzie najważniejszym dla niego meczem była konfrontacja z greckim Olympiakosem Pireus.
W Realu Madryt jednak nie poznano się na talencie José Manuela Jurado i Predrag Mijatović pod nieobecność prezydenta sprzedał go do "Los Rojiblancos" za 3 miliony €. Ramón Calderón starał się odwołać ten transfer, ale rywal zza miedzy pozostał nieugięty, dlatego ostatecznie 4 sierpnia 2006 roku Jurado podpisał czteroletni kontrakt. "Królewscy" mieli opcję odkupienia wychowanka w ciągu dwóch najbliższych lat za 6 milionów €, ostatecznie nie zdecydowali się na skorzystanie z tej klauzuli.
W sezonie 2006/2007 nowy nabytek Atlético dostawał dużo szans na pokazanie się, głównie ze względu na to, że długoterminowych kontuzji doznali kluczowi skrzydłowi, czyli Maxi Rodríguez oraz Martin Petrov. Mimo wszystko, Jurado spisywał się średnio i w dwudziestu ośmiu spotkaniach nie zaliczył żadnego gola, ani asysty. Po wzmocnieniu składu i zakończeniu rehabilitacji kontuzjowanych zawodników, José Manuel Jurado wylądował na ławce rezerwowych. Gdy szkoleniowiec Javier Aguirre desygnował go do gry, to najczęściej w środku pola. Pomocnik musiał zadowolić się szesnastoma występami, gdzie dwa razy wpisał się na listę strzelców i raz udało mu się asystować.
Na Vicente Calderón zaczęto zastanawiać się nad przyszłością utalentowanego piłkarza. Zarząd "Los Colchoneros" postanowił, że optymalnym wyjściem będzie jego wypożyczenie. Zainteresowanych młodym Hiszpanem było wielu, najbardziej konkretną ofertę złożyła RCD Mallorca, dlatego właśnie tam trafił Jurado. W ekipie z Balearów talent byłego piłkarza Realu Madryt wybuchł, który w świetnym stylu poradził sobie z zadaniem zastąpienia byłej gwiazdy zespołu, Ariela Ibagazy.
José Manuel Jurado po sezonie wrócił do Atlético Madryt i przekonał nowego trenera, Abela Resino, do swojej osoby. W pierwszych meczach wywalczył miejsce w składzie kosztem Maxi Rodrígueza i nareszcie zaczął spłacać wydane na niego pieniądze.
31 sierpnia 2010 roku oficjalna strona Atletico Madryt podała, że Hiszpan kończy przygodę z madryckim klubem i zasila szeregi FC Schalke 04. Media szacują transfer na kwotę 13 mln €.
W 2012 r., podczas letniego okna transferowego przeniósł się na zasadzie rocznego wypożyczenia do rosyjskiego Spartaka Moskwa. Rok później na stałe przeniósł się do moskiewskiego klubu.